# ورزشگاه بیرا ریو
ورزشگاه بیرا ریو (به پرتغالی: Estádio Beira-Rio) ورزشگاهی در شهر پورتو الگره در کشور برزیل است.
این ورزشگاه که در سال ۱۹۶۹ ساخته شده است، ۴۸٬۸۴۹ نفر ظرفیت دارد.